# خانواده عالی (مجموعه تلویزیونی)
خانواده عالی (انگلیسی: Perfect Family; کره‌ای: 완벽한 가족) یک مجموعه تلویزیونی محصول کره جنوبی بر پایه وب‌تونی با همین نام اثر Nyangpa و جو اون اسو که به صورت سریالی‌شده در ناور در ۲۰۲۰–۲۰۲۱ منتشر شد. این مجموعه به کارگردانی ایسائو یوکیسادا و با بازی پارک جو هیون، یون سه آه، کیم بیونگ چول و کیم یونگ ده است. خانواده عالی از ۱۴ اوت ۲۰۲۴ از کی‌بی‌اس۲ پخش شد. این مجموعه همچنین برای استریم در راکوتن ویکی و ویو در مناطق منتخب قابل دسترسی است.

## بازیگران

### اصلی
- پارک جو هیون در نقش چوی سون هی[۴]

دخترخوانده اون جو و جین هیوک
- یون سه آه در نقش ها اون جو[۵]

یک زن خانه‌دار
- کیم بیونگ چول در نقش چوی جین هیوک[۶]

یک وکیل
- کیم یونگ ده در نقش پارک کیونگ هو[۷]

دوست سون هی

### مکمل
- لی شی وو در نقش جی هیون وو[۸]
- چوی یه بین در نقش لی سو یون[۹]
- یون سانگ هیون در نقش چوی هیون مین[۱۰]
- کیم دو هیون در نقش شین دونگ هو[۱۱]
- به وو جین در نقش یک کارآگاه قتل[۱۲]

### حضور ویژه
- کیم میونگ سو در نقش لی سونگ وو[۱۳]